# لویزان

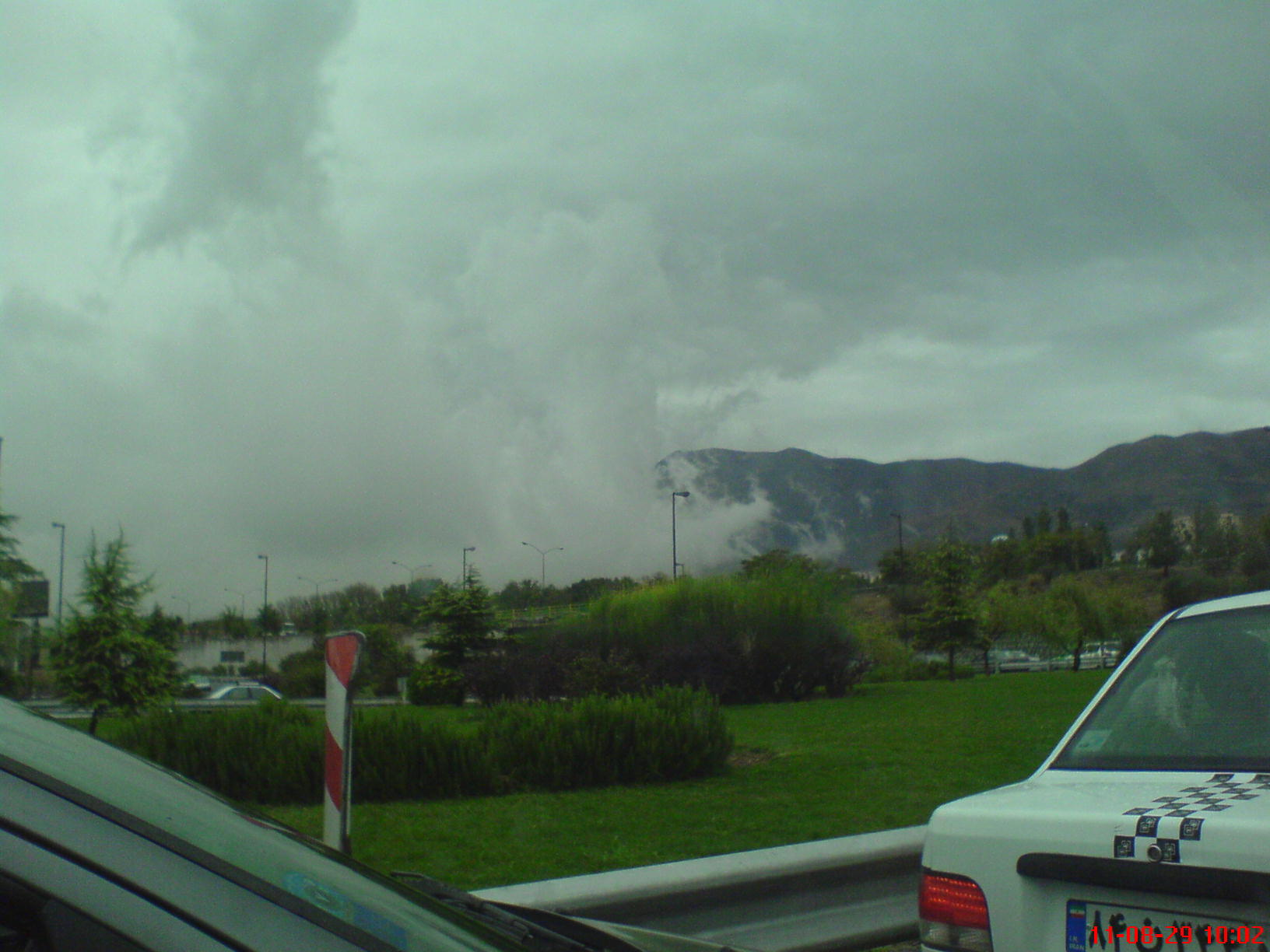
مه گرفتگی بلوار هنگام تقاطع بزرگراه شهید بابایی

لویزان واقع در منطقه ۱ شهرداری تهران از روستاهای قدیمی شمیرانات، از شمال به ازگل، از جنوب به تپه‌های شمس‌آباد، از غرب به حسین‌آباد و از شرق به شیان محدود می‌شود
نام لویزان ریشه در باغات بادام این منطقه دارد، باتوجه به انبوهی باغ بادام در این منطقه (همچنان کوچه باغ بادومی مرسوم است)) و بعد از حمله اعراب و اسکان در این منطقه خوش آب و هوا و پر از باغ و درختان بادام نام این منطقه به عربی لوز ان «معنی بادام به عربی لوز می‌شود» نام گرفت و به مرور زمان گویش آن به لویزان چرخیده است.
لویزان در لغت به معنی محل غله کوفته و هنوز از کاه جدا نشده است. در ترکیب له آویزان به معنی محل تهیه شراب انگوری است و تلفظ آن به صورت لویشان آمده است
شغل اهالی محل در دوران گذشته علاوه بر زراعت و گاوداری، اشتغال در کارخانه اسلحه سازی و صنایع نظامی بوده و خانه‌های سازمانی لویزان، معروف به «چهارصد دستگاه»، مخصوص کارمندان ارتش هست که در شمال این منطقه واقع می‌باشد.
منوچهر ستوده دربارهٔ لویزان می‌نویسد:
لویزان از دهکده‌های قدیمی شمیران و در شمال شرقی مبارک‌آباد است. در شش کیلومتری شرق تجریش است و از شمال به ازگل و از جنوب به شمس‌آباد و از غرب به حسین‌آباد و از شرق به شیان محدود می‌شود. اراضی این ده متعلق به آقای هروی(بصیرالدوله) است. جمعیت این ده ۸۵۷ تن مرد و ۴۵۵ تن زن است که جمعاً به ۱۳۱۲ تن می‌رسند و بیشتر افراد بومی هستند. در جنوب شرقی ده تپه‌ای است که گورستان عمومی ده است و مرقد امام زاده‌ای بر بالای تپه است. محصولات این دهکده غلات و حبوبات است. توت فرنگی و گیلاس دارد. محلی‌ها به گاوداری مشغولند. آب بهاره رودخانه شاه آباد به این‌جا می‌رسد و اهالی از آن استفاده می‌کنند. در شرق این آبادی چهارصد دستگاه ساختمان برای کارمندان و درجه داران ارتش ساخته شده است (ستوده، ۱۳۷۴: ۷۴۳).
همچنین در کتاب تهران در گذشته و حال آمده است:
اراضی لویزان قسمتی در محدوده ۲۵ ساله افتاده و قسمتی خارج از محدوده است. جمعیتش در فرهنگ جغرافیایی ایران ۵۰۸ تن، و در فرهنگ آبادی‌های کشور ۱۹۱۰ تن در۳۸۰ خانوار ذکر گردیده است. سبب این اختلاف توسعه روزافزون این آبادی است. شغل اهالی زراعت است و جمعی در مهمات سازی ارتش کار
می‌کنند (کریمان، ۱۳۵۵ :۴۴۰).
دو رشته قنات موجود که باغ‌های منطقه را سیراب می‌کرده است، عبارت است از قنات مبارک‌آباد و حاج قاسمی. حمام قدیمی لویزان با توجه به بازسازی فعلاً به صورت خصوصی بر پا است.
از مکان‌های مهم لویزان می‌توان از ستاد فرماندهی نیروی زمینی ارتش، دانشگاه تربیت دبیر شهید رجایی، امامزاده پنج تن، بوستان جنگلی لویزان، شهرک شهید فلاحی شهرک لویزان ۳ نام برد.
اماکن آموزشی لویزان به ترتیب مقطع: دبستانهای دولتی پسرانه عمار و طلایه داران و دبستان دولتی دخترانه حقیقت. دبستان‌های غیرانتفاعی ادب، متوسطه دوره اول دخترانه رحمانعلی شعبانی. متوسطه دوره اول غیرانتفاعی پسرانه ادب و شهیدان رضائیان. متوسطه دوره دوم دولتی دخترانه حضرت زهرا س و متوسطه دوره دوم غیرانتفاعی پسرانه ادب را می‌توان نام برد.
درمانگاه مرحوم مبارکی که بصورت وقف ساخته شده و در اختیار اهالی لویزان می‌باشد.
امام زاده لویزان در کتاب جغرافیای تاریخی شمیران این گونه معرفی شده است:
بر فراز تپه‌ای که در مشرق جاده بین تهران و کوه پایه‌های شمال شرقی شهر قرار دارد، آن جا که آبادی شمس‌آباد تمام می‌شود و خانه‌ها و باغ‌های لویزان آغاز می‌گردد، بقعه‌ای به نظر می‌رسد که ساختمان اصلی آن بنا ی چهارگوشی با پوشش گنبد ی است به طول و عرض خارجی قریب ده متر و محوطه داخلی آن از هر طرف بیش از هفت متر است. اصل بقعه یقیناً بنای قدیمی ساده بوده که تقریباً به همان حال نگهداری شده است و در عهد قاجاریه بر چهار طرف آن ایوان ساده افزوده روی تمام بنا را شیروانی زده‌اند. مطابق آنچه از زیارت نامه این بقعه به زحمت بر می‌آید. این‌جا مرقد پنج برادر به نام‌های حسین سالم، ابوطالب، صائم و عبدالرحیم پسران شیث فرزند کاظم فرزند علی بن الحسین زین العابدین می‌باشد. ضریح مشبکی به طرز موسوم به جعفری و سبز رنگ به طول کمتر از سه و عرض بیش از دو متر دارد و اهمیت صنعتی و تاریخی در این بقعه مشاهده نمی‌شود ولی موقعیت زیبا و منظره دل پسند آن که مشرف به‌آبادی‌های مختلف شمیران است جلب توجه می‌نماید.
بنای این بقعه در سال ۱۳۷۳ با همت اهالی لویزان و همکاری اداره اوقاف و امور خیریه بازسازی گردید. نمای بیرونی آن کاشیکاری و نمای داخلی حرم با آئینه کاری هفت رنگ آن زیبایی خاصی به این بقعه بخشیده است.
پیرامون حرم این امامزادگان آرامستان قرار دارد. در قسمت شمالی حرم این امامزادگان مزار ۱۶۶ شهید قرار دارد شهدای دفاع مقدس، ترور، حمله موشکی، شهدای منا، جانبازان شهید و … قرار دارد. اگر چه تمام افراد بخاک سپرده شده در این آرامستان دارای ارزش و اعتبار خاص هستند اما در میان شهدای بخاک خفته مزار افراد شاخصی مانند شهید محسن رضائیان خلبان هواپیمای مسافر بری ایران که در خلیج فارس مورد اصابت موشک قرار گرفت، شهید براتی فردوئی معاونت فرمانده نیروی زمینی ارتش جمهوری اسلامی ایران، شهید رکن آبادی از شهدای منا و هشت خانواده دو شهید و در قسمت دیگر این آرامستان مزار مرحوم ابوالشهید علی اربابی استاد تلاوت قرآن و مرحومه پریرخ دادستان مادر مشاوره ایران بچشم می‌خورد.
در میان افراد شاخص می‌توان به مرحوم غلامحسین عسکری اشاره کرد که داور بین‌المللی کشتی ایران، پیشکسوت کشتی و پیشکسوت ورزش زورخانه‌ای بود.

## خطوط حمل و نقل عمومی
یکی از شاخص‌های توسعه و فرهنگ بالا در شهرهای امروزی استفاده بیشتر شهروندان هر محله از حمل و نقل عمومی (مترو، اتوبوس) و عدم استفاده از خودروی شخصی می‌باشد.
در حال حاضر خطوط اتوبوس ذیل از از میان و ضلع شمالی این محله تردد دارند:
- خط ۱۰۹ یا ۹ اتوبوس‌های تندرو از پایانه لاله به پایانه متروی جوانمرد قصاب از مسیر بلوار ارتش، بزرگراه امام علی تا پل بابایی، لویزان ، ادامه بزرگراه امام علی، بزرگراه شهید کریمی (کمربندی شهرری)، بلوار شهید دستواره (جوانمرد قصاب) تا متروی جوانمرد قصاب
- خط ۳۸۷ میدان رسالت به میدان قدس در مسیر بزرگراه‌امام علی،  لویزان ، ادامه بزرگراه امام علی، بلوار ارتش، خیابان موحد دانش (اقدسیه)، خیابان پاسداران، خیابان باهنر (نیاوران)، میدان قدس (تجریش)
- خط ۳۰۱ پایانه متروی شهید حقانی به بلوار ارتش در مسیر بزرگراه شهید حقانی و شهید همت، خیابان پاسداران، میدان فرخی یزدی، متروی شهید زین الدین، بلوار گیلان، خیابان افشاری، میدان هروی، خیابان افتخاریان، لویزان، خیابان شعبانلو، بلوار نیروی زمینی، بلوار ارتش
- خط ۲۱۶ شهرک شهید محلاتی به پایانه علم و صنعت در مسیر شهرک محلاتی، بلوار ارتش، بلوار نیروی زمینی،  لویزان، بزرگراه شهید بابایی، خیابان هنگام، چهارراه استقلال، خیابان سراج، خیابان فرجام، خیابان سرسبز، مترو سرسبز، بزرگراه رسالت غرب، میدان رسالت، بزرگراه رسالت شرق تا پایانه ضلع شمالی مترو علم و صنعت
- خط ۲۱۴ پایانه شهید دستواره (معصومی) به پایانه افق (حکیمیه) در مسیر میدان نوبنیاد، بزرگراه شهید بابایی تا پل نوبهار ، لویزان، ادامه بزرگراه بابایی، دانشگاه امام حسین، دانشگاه آزاد تهران شمال و دسترسی‌های محلی حکیمیه[۱]
- خط اتوبوس برون‌شهری از پایانه شهید دستواره (معصومی) به شهر جدید پردیس در مسیر متروی نوبنیاد، بزرگراه شهید بابایی، تقاطع پل بلوار نیروی زمینی ارتش یا لویزان، ادامه بزرگراه بابایی، آزادراه تهران - پردیس، شهر جدید پردیس (میدان امام خمینی- میدان عدالت - فاز ۳ و ۴)